# Expedia Group
Expedia Group — американская глобальная туристическая компания. Expedia Group включает в себя сайты, которые в основном являются организаторами проезда и движками метапоиска. (CarRentals.com, CheapTickets, Expedia.com, HomeAway, Hotels.com, Hotwire.com, Orbitz, Travelocity, Trivago и Venere.com).
По словам Рича Бартона, первого генерального директора компании, слово «Expedia» происходит от сочетания разведки (англ. EXPloring) и скорости (англ. speED).

## История
Основанная как подразделение Microsoft в октябре 1996 года. Expedia была выделена в публичную компанию в 1999 году.
В 2001 году IAC / InterActiveCorp (известный в то время как USA Networks Inc) приобрел контрольный пакет акций компании примерно за 1,5 миллиарда долларов.
В 2003 году он был полностью куплен IAC / InterActiveCorp.
В августе 2005 года IAC выделил компанию Expedia Inc., которая владела группой компаний по туризму, включая Expedia, Expedia Corporate Travel (теперь Egencia), TripAdvisor, Classic Vacations, eLong, Hotels.com и Hotwire.com.
В декабре 2011 года Expedia, Inc. раскрутила TripAdvisor Media Group, сохранив свой портфель брендов туристических транзакций.
21 декабря 2012 года Expedia приобрела контрольный пакет акций компании Trivago в сфере метапоисков путешествий в рамках сделки с наличными и акциями на сумму 477 миллионов евро (приблизительно 630 миллионов долларов США).
В 2012 году подразделение Expedia Egencia приобрело Via Travel, крупнейшую туристическую компанию в Норвегии. Это приобретение увеличило общий объём продаж Expedia, сделав его лучшей туристической компанией за 2013 год.
В 2014 году Expedia приобрела Wotif.com за 658 миллионов долларов.
В январе 2015 года Expedia приобрела Travelocity у Sabre Corp за 280 миллионов долларов. Ранее Expedia заключила партнерские отношения с Travelocity, чтобы предоставить технологическую платформу для точек продаж Travelocity в США и Канаде.
В 2015 году Expedia приобрела Orbitz за 1,2 миллиарда долларов наличными.
В июле 2015 года Expedia и Марк Бениофф, генеральный директор Salesforce.com, приняли участие в инвестициях в размере 11 миллионов долларов США в Wingz.
В 2015 году Expedia купила HomeAway за 3,9 миллиарда долларов.
В марте 2017 года Челси Клинтон была назначена в совет директоров Expedia. На своей новой должности г-жа Клинтон будет получать 45 000 долларов в год наличными, плюс 250 000 долларов в год, то есть в течение трех лет.
В августе 2017 года Марк Окерстром стал президентом и главным исполнительным директором Expedia, Inc.
В марте 2018 года Expedia, Inc. объявила, что сменила название на Expedia Group, Inc.

##### Слияния и поглощения
17 марта 2000 года первое приобретение Expedia было Travelscape за 89,75 млн долларов США и VacationSpot.com за 80 млн долларов США. Впоследствии в марте 2002 года компания приобрела Classic Custom Vacations за 78 млн долларов. Компания произвела четыре продажи, в ходе которых части компании были проданы другой компании. 31 декабря 2000 года Technology Crossover Ventures приобрела 7 % миноритарного пакета акций Expedia за 50 миллионов долларов. IAC 5 февраля 2002 года приобрела контрольный пакет акций компании за 65 % за 1,372 миллиарда долларов США, а год спустя, 8 августа 2003 года, компания «Интерактив США» приобрела компанию Expedia за 3,636 миллиарда долларов США. В конечном итоге Expedia была выделена в отдельную компанию на сумму 7,981 миллиарда долларов. Компания сделала большинство приобретений в 2002 году, когда приобрела три компании: Classic Custom Vacations, Metropolitan Travel и Newtrade Technologies.
В январе 2015 года Expedia приобрела онлайн-агентство Travelocity у технологической фирмы Sabre Corporation за 280 миллионов долларов.

##### Приобретения
| Дата                | Компания                 | Бизнес                                | Страна    | Стоимость ($) |
| ------------------- | ------------------------ | ------------------------------------- | --------- | ------------- |
| 17 марта 2000 г.    | Travelscape              | Интернет-провайдер                    | США       | 89 750 000    |
| 17 марта 2001 г.    | Vacationspot             | Интернет-провайдер                    | США       | 70 850 000    |
| 11 марта 2002 г.    | Classic Custom Vacations | Туристическое агентство               | США       | 78 000 000    |
| 11 июля 2002 г.     | Metropolitan Travel      | Туристическое агентство               | США       | -             |
| 28 октября 2002 г.  | Newtrade Technologies    | Бронирование программного обеспечения | Канада    | -             |
| 5 апреля 2004 г.    | Activity World           | Путешествия и гастроли                | США       | -             |
| 12 апреля 2004 г.   | Egencia                  | Туристическое агентство               | Франция   | -             |
| 15 июля 2008 г.     | Venere.com               | Система бронирования отелей           | Италия    | 200 000 000   |
| 18 октября 2010 г.  | Mobiata                  | Разработчик мобильных приложений      | США       | -             |
| 27 апреля 2012 г.   | VIA Travel               | Туристическая управляющая компания    | Норвегия  | -             |
| 12 марта 2013 г.    | trivago GmbH             | Отель Metasearch Engine               | Германия  | 564 000 000   |
| 6 июля 2014 г.      | Wotif                    | Туристическое агентство               | Австралия | 657 000 000   |
| 23 января 2015 г.   | Travelocity              | Туристическое агентство               | США       | 280 000 000   |
| 17 сентября 2015 г. | Orbitz                   | Туристическое агентство               | США       | 1 600 000 000 |
| 4 ноября 2015 г.    | HomeAway                 | Управление краткосрочной арендой      | США       | 3 900 000 000 |
| 25 октября 2018 г.  | Pillow                   | Управление краткосрочной арендой      | США       | -             |
| 25 октября 2018 г.  | ApartmentJet             | Управление краткосрочной арендой      | США       | -             |

## Расположение офиса
Expedia Inc. имеет штаб-квартиру в центре города Белвью, штат Вашингтон, в здании под названием Expedia Building .
2 апреля 2015 года Expedia объявила, что к концу 2018 года переместит свою штаб-квартиру в район Интербэй в Сиэтле, купив кампус Amgen на набережной залива Эллиотта за 228,9 миллиона долларов. В рамках этого проекта Expedia предлагает расширить офисные площади в кампусе площадью 41 акр (17 га) до 1,23 млн квадратных футов (114 000 м2) для размещения сотрудников.
Позднее переезд был отложен до 2019 года из-за некоторых материально-технических препятствий, в том числе из-за поездок из Ист-Сайда в Сиэтл, а также из-за пробок на дорогах возле кампуса. Также были объявлены стимулы для сотрудников искать альтернативные виды транспорта, так как компания изучает услуги трансфера компании из парка и поездок в Редмонд.

## Награды
В 2008 году Expedia была названа самой уважаемой интернет-компанией в списке Соединенных Штатов, опубликованном Fortune. Expedia заняла третье место после IAC и Google, а за ней последовала Amazon на четвёртом месте. National Travel, филиал American Express Travel, объявила, что добавила Expedia Vacations в свой пакет поставщиков туристических услуг.
В 2008 году Expedia заняла 3-е место в индустрии интернет-услуг/розничной торговли в списке Fortune Most Admired List и была включена в список наиболее уважаемых компаний в штате Вашингтон.
В 2008 году Expedia Inc. была названа Forbes одной из «Лучше управляемых компаний Америки», в её список из 400 лучших управляемых публичных американских компаний с доходом в 1 миллиард долларов или более, впервые включил Expedia.